# Qusai ibn Kilab
Qusai ibn Kilab ibn Murrah (Qusay of Kusay) (Arabisch: قصي بن كلاب بن مُرة) (Mekka c. 400 – aldaar c. 480) was de overgrootvader van Abd al-Moettalib, de grootvader van Mohammed. Qusai is de vijfde in de lijn van de afdaling tot  Mohammed en bereikte de hoogste macht in Mekka. Qusai behoort tot de voorouders van de Sahaba en van de Qoeraisj.
Qusai's werkelijke naam was Zaid. Zijn vader heette Kilab ibn Murrah en zijn moeder Fatimah bint Sa'd ibn Sayl.

## Leven in Syrië
Qusai ibn Kilab werd geboren in de Qoeraisj-stam. Zijn vader zou gestorven zijn toen hij nog een baby was en zou hij door zijn stiefvader grootgebracht zijn aan de grens van Syrië. Lange tijd dacht Qusai dat Rabi'ah ibn Haram zijn werkelijk vader was totdat hij met enkele leden van diens stam ruzie kreeg en openlijk hoorde dat hij een buitenlander was en niet bij hen hoorde. Nadat Qusai hierna verhaal ging halen bij zijn moeder antwoordde deze bevestigend en zei: O mijn zoon, je afstamming is veel edeler dan die van hen. Jij bent de zoon van Kilab ibn Murrah en jouw mensen wonen in de nabijheid van het Heilige Huis in Mekka. Hierop besloot Qusai terug te keren naar zijn vaderland.

## Leven in Mekka
Nadat Qusai naar Mekka terugkeerde was er op dat moment een man uit de stam van Khoeza'a, genaamd Hulail ibn Habsa, de vertrouwenspersoon van de Ka'aba. Qusai kreeg volgens de wil van Hulail de zaakwaarneming van de Ka'aba na hem. Dit zou vergemakkelijkt zijn, omdat hij ook een vrouw huwde uit de stam van Khoeza'a. Er wordt gezegd dat Hulail zijn dochter, genaamd Hubba, aan Qusai huwde. Een ander mogelijkheid dat wordt verteld is dat na de dood van Hulail oorlog uitbrak over diens opvolging tussen de Khoeza'as en de Qoeraisj en dat de oorlog door de Qoeraisj onder leiding van Qusai werd gewonnen. Rond 440 zou Qusai absoluut macht hebben verworven in Mekka. Qusai ibn Kilab is befaamd om de gebrachte grote eer aan zijn stam, te danken aan zijn wijsheid. Hij reconstrueerde de Ka'aba van een staat van verval en gaf toestemming aan de Arabieren om rondom de Ka'aba hun huizen te bouwen. Ook is hij bekend doordat hij het eerste stadhuis liet bouwen op het Arabisch schiereiland in Mekka. Leiders van de verschillende clans ontmoetten elkaar in deze zaal om hun sociale, commerciële, culturele en politieke problemen gezamenlijk te kunnen bespreken. Als een voorzorgleider maakte Qusai wetten, zodat pelgrims die naar Mekka waren gekomen voorzien konden worden van voedsel en water die werd betaald door de belasting die zijn volk moest betalen. Tegen het einde van de vijfde eeuw sloot Qusai zijn ogen. De Qoeraisjieten vergaten Qusai na diens dood ook niet en bezochten regelmatig zijn graf.
Qusai had vele zonen, onder wie Abd ibn Qusai, Abd-al-Dar ibn Qusai, Abd Manaf ibn Qusai en Abd-al-Uzza ibn Qusai.